# 머리 S. 블룸
머리 S. 블룸(Murray S. Blum)은 미국의 연구 곤충학자이며 화학생태학 분야의 권위자이다.

## 생애
블룸은 1929년에 필라델피아에서 태어났으며 시카고에서 자랐다. 그는 일리노이 대학교 어배너-섐페인에서  생물학 이학사와 곤충학 박사를 취득하였다. 그는 한국전쟁 기간 동안 미군으로 복무한 이후에 루이지애나 주립 대학교의 교수가 되었다. 그는 1960년대에 조지아 주립 대학교로 옮겼고, 은퇴하기 전까지 연구교수로서 30년을 일했다.

## 개인사
블룸은 포이즈너 핸드북을 집필했으며 퓰리처상을 수상한 기자, 작가, 과학저널리즘의 전문가인 데보라 블룸의 부친이다.

## 연구
블룸은 화학생태학에 대부분의 연구 시간을 쏟았고, 페로몬 전문가로 잘 알려져 있다. 그는 동부얼간이메뚜기에도 흥미가 있었고 붉은불개미가 미국 남부 전역에 퍼짐에 따라 불개미를 수입했다. 블룸의 곤충학계의 동료와 친한 친구 중에는 유명한 양봉학자 스티븐 테이버 3세가 있었다.

## 집필
그는 연구의 탁월함을 인정받아 라마 도드 상을 수상했으며, 'Chemical Defenses of Arthropods'을 포함한 다양한 학문적 출판물의 저자이고, 대중에 곤충에 대한 관심을 불러일으키는 데도 한 몫 했다.